# Tanapseudes gutui
Tanapseudes gutui is een naaldkreeftjessoort uit de familie van de Kalliapseudidae. De wetenschappelijke naam van de soort is voor het eerst geldig gepubliceerd in 2002 door Hansknecht, Heard & Bamber.